# Veronika Paulovičová
Veronika Paulovičová (* 3. prosince 1979, Martin) je slovenská herečka a moderátorka, dcera herce Ľubomíra Pauloviče.
Dva roky studovala produkci a management na filmové a televizní fakultě VŠMU a později herectví na Činoherní a loutkářské fakultě VŠMU. Moderovala relaci Počasí v TV Markíza. Hostuje v Slovenském národním divadle a účinkuje v seriálech TV JOJ.

## Filmografie
- 2002 Kvet šťastia
- 2005 Medzi nami (TV seriál)
- 2007 Susedia
- 2007 Ordinácia v ružovej záhrade
- 2008 Panelák
- 2009 Kutyil s.r.o.
- 2009 Prvé oddelenie